# (35219) 1994 WY2
1994 WY2 (asteroide 35219) é um asteroide da cintura principal. Possui uma excentricidade de 0.10685310 e uma inclinação de 4.50158º.
Este asteroide foi descoberto no dia 30 de novembro de 1994 por Takao Kobayashi em Oizumi.